# 康乃狄克法姆斯
康乃狄克法姆斯（英語：Connecticut Farms）是位於美國新澤西州尤寧縣的普查規定居民點。

## 人口
根據2020年美國人口普查的數據，康乃狄克法姆斯的面積為0.24平方千米，皆為陸地。當地共有人口545人，而人口密度為每平方千米2,270.83人。